# FLOWERS for ALGERNON
『FLOWERS for ALGERNON』（フラワーズ・フォー・アルジャーノン）は、日本のシンガーソングライターである氷室京介の1作目のオリジナル・アルバム。
1988年9月1日に東芝EMIのイーストワールドレーベルからリリースされた。BOØWY解散後に初めてリリースされた氷室のアルバムである。作詞は氷室の他に松井五郎および泉谷しげるが担当し、作曲は氷室および吉田建が担当、プロデュースは吉田および氷室、コ・プロデューサーはヒロ鈴木が担当している。
レコーディングは一部アメリカ合衆国にて行われ、現地のギタリストであるチャーリー・セクストンが参加している。アルバムタイトルは氷室が本作制作にあたって強い影響を受けたダニエル・キイスの小説『アルジャーノンに花束を』（1959年）の原題をそのまま使用している。本作において氷室は、BOØWY時代とは異なる自身の内面を表現した楽曲制作を試みたと述べている。
先行シングルとしてリリースされた「ANGEL」を収録している他、後にリカットとして「DEAR ALGERNON」がリリースされた。本作はオリコンアルバムチャートにおいて初登場から3週連続で第1位を獲得し、『第30回日本レコード大賞』にてアルバム大賞を受賞した。本作を受けたコンサートツアー「KING OF ROCK SHOW "FLOWERS for ALGERNON"」のツアーファイナルとなる1989年1月3日および4日において、氷室はBOØWYの最終公演「“LAST GIGS”」以来9か月ぶりに東京ドーム公演を実現した。

## 背景
氷室京介は松井恒松らと結成したロックバンド「デスペナルティ」として、ヤマハ主催のアマチュアロックバンドコンテスト「EAST WEST'79」に出場、関東・甲信越大会にて優勝し、中野サンプラザで開催される全国大会に出場するため上京する。全国大会にてベストボーカル賞を受賞した氷室は音楽事務所ビーイングと契約。契約後にデスペナルティは解散となり、氷室はスピニッヂ・パワーというバンドにボーカルとして参加することを余儀なくされる。その後スピニッヂ・パワーを脱退した氷室は同郷であった布袋寅泰に連絡しバンド結成を打診、氷室は同意した布袋を連れて事務所社長である長戸大幸にバンド結成の意志を伝達する。バンドには解散することとなったスピニッヂ・パワーのドラマーであった木村マモルが参加することとなり、デスペナルティに所属していた松井や氷室の旧友であった諸星アツシ、布袋の旧友であった深沢和明が参加することとなりメンバーが決定された。長戸からはイギリスのハードロックバンド「ガール」に対抗して「ボーイ」というバンド名を提案される。また、事務所副社長であった月光恵亮からデヴィッド・ボウイの「BOWIE」を捩った「BOOWY」がバンド名として提案され、そのままでは「ブーイ」と読まれてしまうことから「O」を1つ消す意味でスラッシュの入った「Ø」を入れた「BOØWY」とすることが決定された。
BOØWYはアルバム『MORAL』（1982年）でメジャー・デビューを果たした。しかしその後月光から深沢と諸星を脱退させるよう通達が出され、バンドのステップアップのために両者を脱退させることになった。メジャー・デビューを果たしたBOØWYであったが当初は全く売れず、2作目のアルバム『INSTANT LOVE』（1983年）も不発に終わる結果となった。その後BOØWYは音楽事務所であるユイ音楽工房と契約、契約レコード会社を徳間ジャパンから東芝EMIへと移籍することになる。3作目のアルバム『BOØWY』（1985年）リリース後の6月21日に予定されていた渋谷公会堂での単独公演が即日ソールドアウトとなるなど注目を浴び始め、4作目のアルバム『JUST A HERO』（1986年）がベスト10以内にランクインする。同年にリリースされた5作目のアルバム『BEAT EMOTION』（1986年）が初登場第1位を獲得し名実ともに日本一のバンドとなった。しかし6作目のアルバム『PSYCHOPATH』（1987年）リリース後、コンサートツアーの最終日となった12月24日の渋谷公会堂公演にてBOØWYは解散を表明。1988年2月3日にはBOØWYのファースト・アルバムの再発盤となる『MORAL+3』がリリースされオリコンチャートにおいて初登場第1位を獲得、同日にはBOØWYの12インチシングル「DAKARA」もリリースされた。同年4月4日、4月5日の東京ドーム2日間連続公演「“LAST GIGS”」を以って、BOØWYは解散し6年間の活動に終止符を打つこととなった。解散はすでに決定事項であり「“LAST GIGS”」の半年前には決定していた。
当時ブリティッシュ・ロックを愛聴していた氷室は、解散決定後から解散に至るまでの半年間の内3か月間をロンドンにて過ごす事となった。BOØWYを担当していたディレクターの子安次郎によれば、1987年の夏にはバンド解散およびメンバーがそれぞれソロ活動を行う事が決定していたが、具体的な活動に関しては1988年に入ってから開始された。BOØWY解散後、4月25日から5月1日にかけて、氷室はソロ・シングルのレコーディングのためロサンゼルスのオーシャン・ウェイ・レコーディングに滞在する。5月3日にはBOØWY最終公演の模様を収録したライブ・アルバム『“LAST GIGS”』がリリースされ、オリコンアルバムチャートにおいて最高位第1位を獲得し最終的な売り上げ枚数は158万枚となった。5月から6月にかけて氷室は東芝「IDEA」のCMにおいてイメージ・キャラクターとして起用された。そしてBOØWY解散からおよそ3か月後の7月21日に、氷室はファースト・シングル「ANGEL」（1988年）をリリースしてBOØWYメンバーの誰よりも早くソロデビューを果たす事となった。同曲はオリコンシングルチャートにおいて初登場から連続3週第1位を獲得し、売り上げ枚数は67万枚となった。

## 録音、制作
ソロ活動に関しては1987年12月24日の渋谷公会堂公演以前には全く検討しておらず、その理由として氷室は「BOØWYが終わるまではもうBOØWY一色だよ。それは六年間やってきたBOØWYに対してオレが考えちゃ失礼だと思ったしね。少なくともBOØWYとして納得できる活動をする期間内ではソロのアクションはしなかった」と述べている。そのためソロ活動に関する構想は渋谷公会堂公演終了後から東京ドーム公演までの期間に検討されることになった。氷室は自身の中に内包されていたテーマとして、「ANGEL」のような単なるラブ・ソングではなくBOØWY時代とは異なる切り口の自身の内面に向けた楽曲を制作する欲求があったと述べている。それまで気心の知れたメンバーと共に音楽制作を行ってきた氷室は、それが叶わない事への不安から周囲のスタッフにデモテープを使用して頭の中に思い描いた音を伝える手段を取る事にした。そのため、ギターやベースの他にフォステクスなどの録音機器を購入し、MIDIの基礎的な事から学習を始め、ロンドンの家具もない冷たい部屋の中で一人デモテープ制作を始める事となった。この時の心境を氷室は「『これから俺はソロになって自分でひとりでやっていくんだな……』と非常に心細い気持ちを改めて痛感したのをよく覚えています」と述べている。曲作りは3か月程度で終了し、デモテープを制作した段階で編曲を担当する吉田建が参加することとなった。BOØWY時代の歌詞のほぼすべてを氷室が手掛けていたため、まだ作詞に興味があった氷室は問題なく書き上げることが出来たと述べている。
レコーディングはアメリカ合衆国にあるオーシャン・ウェイ・レコーディングの他、日本国内のフリーダムスタジオおよびスカイスタジオにて行われた。日本国外でのレコーディングはスタッフ側から提案され、子安はレンタカーでハイウェイを走りながら「ANGEL」を聴いた時に「街に溶け込んでる」と感じ、国外レコーディングは間違いではなかったと確信する事となった。本作の制作については作詞作曲ともに問題なく進展していたが、編曲に関してはBOØWY時代に布袋がイニシアチブを握っていたことから氷室は即断が出来ずに難航したと述べている。当時の氷室は無駄であると分かっていながらも、BOØWYメンバーであればどのように演奏するかというシミュレーションを頭の中で繰り返していたと述べている。その中でもBOØWYとはまったく異なることが形にできた楽曲も存在すると氷室は述べており、「ALISON」に関して「BOØWYでやったらまったく違う解釈になったと思う」と述べた他、「DEAR ALGERNON」に関しては「BOØWYではやらなかったかもしれない」と述べている。BOØWY時代との違いに関して氷室は「BOØWYの時はいい意味での無責任さってあったからさ。それがソロになった時はやっぱりストイックになるべきところが見えてくる」と述べている。
本作のプロデューサーは氷室および吉田が担当することとなった。吉田は泉谷しげるとの共作や沢田研二のバックバンド「EXOTICS」としての活動などを行っていた。吉田は泉谷のバックバンドとして短期間ではあるがBOØWYがブレイクする前に布袋寅泰と共演した事があり、布袋とは面識があったが氷室とは初対面となった。依頼を受けた吉田は確実にランキング第1位を獲得しなければならないプレッシャーがあったことから「かなり心痛でしたね」と述べた他、布袋に代わるギタリストを探す事が大変であったと述べている。また当初氷室はホッピー神山にプロデュースを依頼していたが、神山は既に布袋の1作目のアルバム『GUITARHYTHM』（1988年）を手掛けていたため拒否する事となった。神山は依頼があった事は嬉しかったと述べたが、拒否した事に関しては「申し訳なかった」と述べた。後に神山は5作目のアルバム『SHAKE THE FAKE』（1994年）にプロデューサーとして参加している。また、本作のレコーディングには当時世界的に人気のあったギタリストであるチャーリー・セクストンが参加している。参加への経緯は、当時セクストンのアルバム『ピクチャーズ・フォー・プレジャー』（1985年）の収録曲「インプレスト」や「ビーツ・ソー・ロンリー」を愛聴していた氷室が、無理を承知で「ANGEL」と「SHUFFLE」のデモテープをセクストンに送った所、意外にも「面白いから是非一緒にやろうぜ!」と快諾を得た事から実現した。

## 音楽性とテーマ
本作の制作に当たって氷室は、バンド時代では出来なかった事を追求する事を強く意識したという。作詞に関して氷室は、BOØWY時代は「メタファーを多用してシュールな形で、クールなスタイルを崩さずにアピールしていく方法」であったと述べ、本作では自身の内面にある泥臭さや格好悪い部分に焦点を当て、ブルースの要素を表現する事を求めた結果、「DEAR ALGERNON」や「STRANGER」などの曲が制作される事となった。またシングルとしてリリースされた「ANGEL」に関しては、ソロアーティストとして認知してもらうために、名刺代わりとして8ビートによるアップテンポの曲が理解されやすいとの判断から制作された。子安は「ANGEL」を聴いた際にビート感やバンド感のある同曲こそソロ第一弾のシングルとして相応しいと感じた他、「DEAR ALGERNON」を聴いた際にBOØWYとは異なるソロの「氷室京介」が確立すると確信したという。
本作のタイトルやコンセプトはダニエル・キイスの小説『アルジャーノンに花束を』（1959年）からインスパイアされており、同作のテーマが氷室の人生哲学と重なっている事から、同作をテーマに1曲制作する事が始まりとなった。氷室は煩悩による欲求が満たされない事を悲観的に捉えるよりも、欲求を持たない事、あるいは本当に大切な事だけを求める事を重視した結果、「DEAR ALGERNON」という曲が制作される事となった。また収録曲の「STRANGER」は、BOØWY時代にライブにおいて「Dreamin'」を歌う前に「夢を見てる奴らに送るぜ」とMCをしていた所、「俺は夢を見れないダメなやつなんです」という内容のファンレターが送られた事を切っ掛けとして夢を見られない人間のために制作された。
本作が『アルジャーノンに花束を』をモチーフとした事に関して、音楽情報サイト『OKMusic』にてライターの帆苅智之は、小説内の知的障害者である主人公が脳手術により天才となるも孤独感に苦悩しやがて知能が低下していくというストーリーが、BOØWYでの成功から解散に至った経緯に氷室が自身を重ね合わせていたのではないかと推測している。音楽性に関してはまだ完全にソロとしてのオリジナリティーが確立されていないと帆苅は指摘、本作ではBOØWY時代の8ビート、シャッフル、ロッカバラードに、キーボード類を取り入れ発展させたサウンドがベースになっており、バラードの「ALISON」はロキシー・ミュージック、ミディアムのスカビートによる「STRANGER」はポリスへのオマージュであると主張している。また、「LOVE & GAME」や「TASTE OF MONEY」、「STARANGER」の歌詞に関しては、「80年代初頭の佐野元春文脈からの流れと言えなくもない」と述べている。

## 楽曲

### Side-A
1. 「ANGEL」
1枚目のシングル。本作にはリミックスが施されたアルバム・バージョンとして収録されている。詳細は「ANGEL」の項を参照。
2. 「ROXY」
吉田からの「こんなシャッフルをやろうよ」という提案を受け、サビ前のメロディーを共同で制作したと氷室は述べている[23]。氷室は作詞および作曲について、BOØWY時代から他人との共同作業を好んでいたと述べている[23]。
3. 「LOVE & GAME」
氷室曰く「マイナー調のオレ独特のメロディー」であり、BOØWYで例えた場合はアルバム『JUST A HERO』（1986年）収録の「ミス・ミステリー・レディ」が同等であると述べている[23]。本曲は当初イギリスのロックバンドであるキリング・ジョークのような重いアレンジを構想していたが、「シンセ物、コンピュータ物の中でこの手のメロディーが乗ってる方が面白いんじゃないか?」という吉田の判断によってアレンジが決定されたという[23]。氷室は6枚目のシングル「CRIME OF LOVE」（1991年）が同系統の曲であるとも述べている[23]。また、本曲は小泉今日子のアルバム『Hippies』（1987年）のために提供した「3001年のスターシップ」（作詞：湯川れい子）のセルフカバーとなっている。その他、仲村知夏のアルバム『STREET ANGEL』（1989年）に収録されている「BE COOL」（作詞：松宮晴吉）にも同じメロディーの楽曲を提供。原曲は、BOØWY時代にアルバム『BEAT EMOTION』の時に制作されたデモテープに収録されていたものである。
4. 「DEAR ALGERNON」
2枚目のシングルとしてリカットされた。詳細は「DEAR ALGERNON」の項を参照。
5. 「SEX & CLASH & ROCK'N'ROLL」
本曲はマルコム・マクラーレンによって仕組まれブームとなったアフロビートのバンドであるBOWWOWやアダム&ジ・アンツに影響されて制作され、氷室は「アフロ・ビートって何か血が騒ぐんだよね。結果はアフロというよりシャッフルのちょっとポップなナンバーになった」と述べている[23]。「KING OF ROCK SHOW」ツアーではスタジオ盤と同様のアレンジで演奏されたが、1989年以降のツアーでは大きく変更したアレンジで演奏されており、曲中において氷室がバックバンドのメンバー紹介を行うことが恒例となっていた。
6. 「ALISON」
氷室は本曲を名曲であると自画自賛しており、「BOØWYでは出せなかったバラードの世界だし。これはできた時、ヤッタぁと思ったよね」と述べている[23]。BOØWY時代はバラード調の曲であってもタテノリの要素があり、そこがBOØWYの良い部分であったと認めた上で、「音楽をずっとやってくると正統的解釈のバラードを自分で表現したい欲求が出てくるのは、やっぱりヴォーカリストとしては当然だしね」と述べている[23]。また、本曲は日本レコード大賞において「ANGEL」と共に披露された。

### Side-B
1. 「SHADOW BOXER」
氷室曰く「BOØWY的ビートを残しつつ新しいミュージシャンでやるとどうなるのかを実験した曲」[23]。氷室はアルバム中において本曲は印象が薄いと述べており、同様のビート系の楽曲ではBOØWY時代の方が上等であるとの判断からライブにおいても演奏していないとした上で、「BOØWYを超える新しいタテノリ・ビートになっていれば、きっとやってるよ」と述べている[23]。
2. 「TASTE OF MONEY」
氷室は素直になりたいという願望を持ちながらも、「どうしても残ってるどこかアイロニカルな部分をやっぱり入れておきたかった」ことから本曲を収録したと述べている[23]。本作を通して聴いた際に本曲によって「氷室京介」の重要な側面が現れるとも述べている[23]。
3. 「STRANGER」
氷室は本曲について「一つの大きなシステムとか、みんなが正しい、素晴らしいという判断基準から少し距離を置かなきゃ生きていけないヤツの歌」であると述べている[23]。氷室は自身のイメージにアウトサイダー的な部分があるとも述べている[23]。ベスト・アルバム『Collective SOULS 〜THE BEST OF BEST〜』（1998年）には、ボーカル部分のみ再録音されたバージョンが収録されている。
4. 「PUSSY CAT」
本曲は村上秀一（ポンタ）がどのようにドラム演奏するのかを期待して制作された曲であると氷室は述べている[23]。それまでの自身のキャリアにはなかったビートの曲であり、結果としてライブ演奏はほとんどされなかったと氷室は述べている[23]。
5. 「独りファシズム」
氷室曰く実験的な曲であり、「ちょっとビートルズを感じさせるような古臭いコード進行のバラードに挑戦した」と述べている[23]。当時泉谷しげるのアルバム『吠えるバラッド』（1988年）収録の「長い友との始まりに」の世界観を愛好していた氷室は、吉田経由で泉谷に作詞を依頼することとなった[23]。しかしライブ時の歌唱は困難であり、氷室は「けっこう難しかった。ノリを出せない。自分の行きたい領域に手はかかってるのにできなかったりした」と述べている[23]。

## リリース、チャート成績
本作は1988年9月1日にLPおよびCT、CDの3形態でリリースされた。本作からは同年7月21日に先行シングルとして「ANGEL」がシングルカットされた他、10月7日には「DEAR ALGERNON」がリカットされた。
本作はオリコンアルバムチャートにおいて初登場から3週連続で第1位を獲得した。結果として本作のLP盤は最高位第1位の登場週数15回で売り上げ枚数は5.3万枚、CTおよびCD盤を含めた総合では最高位第1位の登場回数は25回となり、売り上げ枚数は55.9万枚となった。最終的な売り上げ枚数は110万枚となっている。同年10月14日に本作はEMI HONG KONGから香港においてもリリースされ、現地でのランキングにおいて初登場から連続4週第1位を獲得した。本作は氷室のアルバム売上ランキングにおいて第8位となった他、ねとらぼ調査隊による氷室のオリジナル・アルバム人気ランキングでは2022年および2023年の2回の調査において第1位となった。
2003年7月21日にはデジタルリマスターおよび紙ジャケット仕様で、コピーコントロールCDにてリリースされた。2020年7月21日には全作品のサブスクリプションサービス解禁に伴い、デジタルリマスターされた音源が配信された。

## ツアー
本作リリース前に、「KING OF ROCK SHOW "DON' T KNOCK THE ROCK"」と題し、1988年7月25日の真駒内陸上競技場から8月17日の小牧市総合運動場野球場まで野外ステージを中心とした5都市全5公演のライブツアーを実施、真駒内陸上競技場では6000人、浅間高原特設会場では1万5000人、嵐山-高雄パークウエイトワイライトシアターでは1万2000人、御所野ニュータウン特設野外ステージでは4000人、小牧市総合運動場野球場では1万1000人をそれぞれ動員し、合計では約6万人を動員した。通常ではコンサート会場として使用しない場所をあえて選定したこのツアーでは、ソロ作品は「ANGEL」のみであったためBOØWY時代の曲やカバー曲などを披露する事となった。このツアーに関して氷室は、それまでバンドのボーカリストとしての自覚しかなかった事から、自分ひとりでライブ空間を掌握する術がないために非常に不安に陥っていたが、生来の性格による根拠のない自信を持っていたためにライブ開始後には落ち着いて活動する事が出来たという。しかし、BOØWY時代の曲やカバー曲に頼ったセットリストに関しては「非常に辛かった」と述べており、この時のBOØWYの曲に頼らざるを得ない状況が後にBOØWYの曲を一切組み込まずにソロ活動に専念する事に繋がったと述懐している。カバー曲は吉田拓郎の「たどりついたらいつも雨降り」（1972年）およびデヴィッド・ボウイの「サフラジェット・シティ」（1972年）が演奏されたが、選曲に関して氷室は「俺の尊敬するアーティストたちの曲という基準で選びました」と述べている。特に「たどりついたらいつも雨降り」に関してはファンからの「なぜ選曲したのか」という問合せが相次ぎ、その事に関して氷室はファンの中でBOØWYと吉田拓郎のイメージが結びつかなかったからではないかと推測し、氷室が物心ついた時に聴いた音楽が洋楽ではビートルズ、邦楽では吉田拓郎だったため選曲した事に関して氷室自身は特に違和感は感じていなかったという。同ツアーの模様は書籍『KYOSUKE HIMURO TOUR DOCUMENT BOOK-1 KING OF ROCK SHOW DON'T KNOCK THE ROCK』として発売された。
また、本作リリース後には「KING OF ROCK SHOW "FLOWERS for ALGERNON"」と題し、同年10月1日の高松市民会館を皮切りに9都市全13公演の全国ツアーを実施、約20万人を動員した。このツアーに関して氷室は、自身もスタッフもソロの「氷室京介」のショー・アップの方法が分からず、暗中模索の状態で進められたと述べている。後の氷室から見て「かなり突飛な演出が立て続けにあった」状態であり、ソロ第一弾のツアーという事もあり自身もスタッフも義務感に駆られて挑戦した事が、自身の願望やキャラクター性とかなり異なっていると発言している。ツアー中の10月27日には東京ドームにて開催されたイベントライブ「GREAT・ダブルブッキング 氷室京介×スティング」に参加している。同年12月14日には香港のクイーンエリザベススタジアムにてライブを開催。この当時にはソロ活動の一環として日本国外での展開を視野に入れたプロジェクトが進行しており、周囲のスタッフの勧めにより同地でのライブ開催が決定した。しかし、現地人から氷室は「何故そんな不機嫌そうな顔をしているのか?」と言われる事が多く、気さくな人物が受け入れられやすい同地では自身のキャラクターは合わないと氷室は判断する事となった。ツアーファイナルの1989年1月3日、1月4日には東京ドームの2日間連続公演を実現。氷室はBOØWYの「LAST GIGS」における最後のMCで「今度は一人一人別々で必ずここで会おうぜ」と述べていたが、この公演の際には「帰ってきた」という感覚はなく、BOØWYによって得られた事務所やレコード会社のバックアップがあったために東京ドーム公演は当たり前という感覚であったという。また「どうしてもBOØWYに本当の意味で勝ちたい」という感覚を持ち続けていたとも述べている。同ツアーの模様は書籍『KYOSUKE HIMURO TOUR DOCUMENT BOOK-2 KING OF ROCK SHOW FLOWERS for ALGERNON』として発売された。また、初のライブ・ビデオ『KING OF ROCK SHOW of 88'S-89'S TURNING PROCESS』（1989年）としてもリリースされており、ランキングチャートにおいて初登場から2週連続第1位を獲得し売上本数は25万本となった。

## 批評
| 専門評論家によるレビュー      | 専門評論家によるレビュー |
| レビュー・スコア              | レビュー・スコア         |
| 出典                          | 評価                     |
| ----------------------------- | ------------------------ |
| CDジャーナル                  | 肯定的                   |
| 音楽誌が書かないJポップ批評18 | 肯定的                   |
| OKMusic                       | 肯定的                   |

批評家たちからの本作のサウンド面に関する評価は概ね肯定的なものとなっている。音楽情報サイト『CDジャーナル』では、本作の音楽性がBOØWYと類似している事を指摘したが、氷室がソロ作品をリリースする事でBOØWYサウンドが正式に終止符を打たれたと評価、さらにバックの演奏に関しては「BOØWYと似て非なる成熟したバッキングが意味深い」と肯定的に評価した。音楽誌『音楽誌が書かないJポップ批評18 BOØWYと「日本のロック」』において音楽ジャーナリストの清水晶子は、本作には「そこはかとない文学性」や「痛々しいほどのロマンティシズム」が含まれていると指摘し、バンド解散後の初ソロ作品製作時にしか経験できない「産みの痛みの切なさと快感のようなもの」が感じられると主張した。また本作には本来ロックミュージックにはあってはならない品格が備わっていると述べ、本作の複雑な要素を統合すると「暴力的なまでのクラッシィさかげん」であると総括し不世出の名作であると絶賛した。音楽情報サイト『OKMusic』にてライターの帆苅智之は、本作を「基本はストレートなロック」であると指摘し、ソロとしての音楽性は確立しておらず、「悪い意味での独善性はない分、マニアが唸るような独自性もない」とも指摘したが、BOØWY解散からわずか5か月でリリースされた事に関してタイミングが絶妙であったと評価した他、ボーカルが歌詞やサウンドを超えた圧倒的な説得力があるとし、「天賦の才のようなものが感じられる」と絶賛した。また、帆苅は28年ぶりに本作を聴いた感想として、「真空パック、あるいは冷凍保存されたかのような瑞々しい氷室サウンドがそこにある」と称賛した。

### 称賛/栄誉
本作は『第30回日本レコード大賞』にてアルバム大賞を獲得した。授賞式には本人が出席し、「ANGEL」および「ALISON」を披露、また受賞の喜びを「このアルバムを作ることができたのは、スタッフ、ファン、そして、あとは俺の実力だと思ってます」とコメントした。この受賞に関して氷室は、「頑張って作ったアルバムが他人から評価されたっていう意味では嬉しかったは嬉しかった」と述べたが、授賞式への参加に関しては「かなり場違いな場所にいるなぁっていう感も強かった」とも述べている。また、この時点で氷室はBOØWYを超える人気や評価を獲得したとは感じておらず、4作目のアルバム『Memories Of Blue』（1993年）が完成するまではBOØWYに負けている感覚を引きずっていたという。

## 収録曲
- CD付属の歌詞カードおよびバックカバーに記載されたクレジットを参照[49]。

| #         | タイトル                      | 作詞               | 作曲             | 編曲             | 時間  |
| --------- | ----------------------------- | ------------------ | ---------------- | ---------------- | ----- |
| 1.        | 「ANGEL」                     | 氷室京介           | 氷室京介         | 吉田建、氷室京介 | 3:49  |
| 2.        | 「ROXY」                      | 氷室京介           | 氷室京介、吉田建 | 吉田建、氷室京介 | 3:57  |
| 3.        | 「LOVE & GAME」               | 氷室京介           | 氷室京介         | 吉田建、氷室京介 | 4:23  |
| 4.        | 「DEAR ALGERNON」             | 氷室京介           | 氷室京介         | 吉田建、氷室京介 | 3:47  |
| 5.        | 「SEX & CLASH & ROCK'N'ROLL」 | 氷室京介、松井五郎 | 氷室京介         | 吉田建、氷室京介 | 3:41  |
| 6.        | 「ALISON」                    | 氷室京介、松井五郎 | 氷室京介         | 吉田建、氷室京介 | 5:19  |
| 合計時間: | 合計時間:                     | 合計時間:          | 合計時間:        | 合計時間:        | 24:56 |

| #         | タイトル           | 作詞               | 作曲             | 編曲             | 時間  |
| --------- | ------------------ | ------------------ | ---------------- | ---------------- | ----- |
| 7.        | 「SHADOW BOXER」   | 氷室京介、松井五郎 | 氷室京介         | 吉田建、氷室京介 | 4:24  |
| 8.        | 「TASTE OF MONEY」 | 氷室京介           | 氷室京介、吉田建 | 吉田建、氷室京介 | 3:30  |
| 9.        | 「STRANGER」       | 氷室京介           | 氷室京介         | 吉田建、氷室京介 | 4:04  |
| 10.       | 「PUSSY CAT」      | 氷室京介           | 氷室京介         | 吉田建、氷室京介 | 4:01  |
| 11.       | 「独りファシズム」 | 泉谷しげる         | 氷室京介         | 吉田建、氷室京介 | 5:23  |
| 合計時間: | 合計時間:          | 合計時間:          | 合計時間:        | 合計時間:        | 21:22 |

## スタッフ・クレジット
- CD付属の歌詞カードに記載されたクレジットを参照[49]。

### 参加ミュージシャン
- 村上“ポンタ”秀一 – ドラムス
- 吉田建 – ベース
- 西平彰 – キーボード
- チャーリー・セクストン – ギター
- 下山淳 – ギター
- 佐橋佳幸 – ギター
- 告井延隆 – スティール・ギター
- 本多俊之 – サックス
- 八尋知洋 – パーカッション

### 録音スタッフ
- 吉田建 – プロデュース
- 氷室京介 – プロデュース
- レオン・ペンダーヴィス（英語版） – ストリングス・アレンジメント
- マイケル・オライリー – レコーディング・エンジニア
- ジェームス・ファーバー – レコーディング・エンジニア、ミキシング・エンジニア
- 村瀬範恭 – レコーディング・エンジニア
- なかがわこうえい – レコーディング・エンジニア

### 制作スタッフ
- 子安次郎（東芝EMI） – A&Rディレクション
- 広瀬哲（東芝EMI） – A&Rディレクション
- 土屋浩（ユイ音楽工房） – マネージメント
- 鈴木“ゾンビ”祥紀 – マネージメント
- ヒロ鈴木 – コ・プロデューサー
- 石坂敬一（東芝EMI） – エグゼクティブ・プロデューサー
- 後藤由多加（ユイ音楽工房） – エグゼクティブ・プロデューサー

### 美術スタッフ
- "KAKIEMON" – アートディレクター、デザイナー
- ふじもとゆうじ – デザイナー
- ブルーノ・ダイアン – 写真撮影
- LOUISIANA COMPANY – プロデューサー
- おおびなたかおる – クリエイティブ・ディレクター

## チャート
| チャート         | 最高順位 | 登場週数 | 売上数   | 規格       | 出典  |
| ---------------- | -------- | -------- | -------- | ---------- | ----- |
| 日本（オリコン） | 1位      | 15回     | 5.3万枚  | LP         | [ 2 ] |
| 日本（オリコン） | 1位      | 25回     | 55.9万枚 | LP, CT, CD | [ 3 ] |

## リリース日一覧
| No. | リリース日    | レーベル                  | 規格 | カタログ番号 | 備考                                                   | 出典                |
| --- | ------------- | ------------------------- | ---- | ------------ | ------------------------------------------------------ | ------------------- |
| 1   | 1988年9月1日  | 東芝EMI／イーストワールド | LP   | RT28-5300    |                                                        | [ 2 ] [ 3 ]         |
| 2   | 1988年9月1日  | 東芝EMI／イーストワールド | CT   | ZT28-5300    |                                                        | [ 3 ]               |
| 3   | 1988年9月1日  | 東芝EMI／イーストワールド | CD   | CT32-5300    |                                                        | [ 3 ] [ 47 ] [ 50 ] |
| 4   | 2003年7月21日 | 東芝EMI／イーストワールド | CCCD | TOCT-25085   | デジタルリマスター盤、紙ジャケット仕様、期間限定生産盤 | [ 51 ] [ 52 ]       |